# ألكساندر بوروميو
الكساندر بوروميو (بالإنجليزية: Alexander Borromeo)‏ (28 يونيو 1983 بسان فرانسيسكو في الولايات المتحدة - ) هو لاعب كرة قدم أمريكي في مركز الدفاع. شارك مع منتخب الفلبين تحت 23 سنة لكرة القدم ومنتخب الفلبين لكرة القدم. أما مع النوادي، فقد لعب مع نادي غلوبال ونادي كايا.

## وصلات خارجية
- ألكساندر بوروميو على موقع الاتحاد الدولي (مؤرشف)  (الإنجليزية)
- ألكساندر بوروميو على موقع قاعدة بيانات كرة القدم.إي يو (الإنجليزية)
- ألكساندر بوروميو على موقع ناشيونال فوتبول تيمز (الإنجليزية)